# Martin Patching
Martin Patching (Rotherham, Inglaterra; 1 de noviembre de 1958-5 de diciembre de 2023) fue un futbolista inglés que jugó en la posición de centrocampista.

## Carrera

### Club
| Periodo   | Club                           |
| --------- | ------------------------------ |
| 1975-1979 | Wolverhampton Wanderers        |
| 1979-1984 | Watford FC                     |
| 1983      | → Northampton Town FC (cedido) |
| 1985-1987 | Dunstable Town FC              |
| 1987-1996 | Staines Town FC                |
| 1996-1997 | Hendon FC                      |

### Selección nacional
Jugó para Inglaterra U18 en una ocasión en 1977.

## Logros
- Segunda División de Inglaterra (1): 1976/77
- Isthmian League (1): 1988/89